# 川登村
川登村（かわのぼりむら）は、大分県大野郡にあった村。現在の臼杵市の一部にあたる。

## 地理
野津川と支流・垣河内川流域の山間部に位置していた。

## 歴史
- 1889年（明治22年）4月1日、町村制の施行により、大野郡清水原村、岩屋村、西神野村、白岩村、垣河内村、落谷村、泊村が合併して村制施行し、川登村が発足[1][2]。旧村名を継承した清水原、岩屋、西神野、白岩、垣河内、落谷、泊の7大字を編成[2]。
- 1955年（昭和30年）3月28日、大野郡野津町、南野津村と合併し野津町が存続して廃止された[1][2]。

## 産業
- 農業、半紙、椎茸、木炭[2]